# Thomas Harttung
Thomas Alexander North Harttung (født 7. februar 1961 i Hellerup) er godsejer/økologisk landmand og skovbruger på Barritskov Gods, som han har været ejer af siden 1984.
I 1996 grundlagde godsejeren Barritskov Grøntsagshave, som i 1999 omdannedes til internetvirksomheden Aarstiderne i samarbejde med medstifteren Søren Ejlersen. Thomas Harttung er bestyrelsesformand for Aarstiderne A/S, som leverer økologisk frugt, grønt og kolonialvarer direkte til private husholdninger og virksomheder. Han er endvidere direktør for GreenCarbon A/S og BlackCarbon A/S, der udvikler innovative klima- og bioenergiløsninger. 
Siden 2012 har han været ridder af Dannebrog og på dronning Margrethes fødselsdag i 2013 blev han udnævnt til kammerherre.
Thomas Harttung har siden 2001 været formand for ICROFS (tidligere FØJO, Forskningscenter for Økologisk Jordbrug og Fødevaresystemer).
Time Magazine har kåret Thomas Harttung til en af Heroes of the Environment 2009.